# ديانا هايدن
ديانا هايدن (من مواليد 1 مايو 1973) ممثلة، عارضة أزياء، حاملة لقب ملكة جمال هندية فائزة في مسابقة ملكة جمال العالم 1997. تهتبر ثالث امرأة هندية تفوز بلقب ملكة جمال العالم، كما فازت بثلاثة جوائز خلال المسابقة وهي صاحبة لقب ملكة جمال العالم الوحيدة التي تفعل ذلك. في عام 2008 ، كانت متسابقة مشهورة في برنامج الواقع بيغ بوس.

## روابط خارجية
- ديانا هايدن على موقع IMDb (الإنجليزية)
- ديانا هايدن على موقع أول موفي (الإنجليزية)
- ديانا هايدن على موقع قاعدة بيانات الفيلم (الإنجليزية)